# Polygonum parryi
Polygonum parryi är en slideväxtart som beskrevs av Edward Lee Greene. Polygonum parryi ingår i släktet trampörter, och familjen slideväxter. Inga underarter finns listade i Catalogue of Life.